# Condado de Tobar
El condado de Tobar es un título nobiliario español concedido a don Martín de Tovar y Blanco Galindo, por el rey Carlos III de España el 4 de julio de 1771, con vizcondado previo de Altagracia. 
El título fue usado, sin reconocimiento ante las autoridades españolas, por los descendiente del primer titular, por tanto estos no figuran en el orden cronológico de dicha merced. Antiguamente el título era escrito como Tovar. Su actual titular es Ignacio Salvatierra Palacios.

## Condes de Tobar
- Martín de Tovar y Blanco Galindo, i conde de Tobar (1771-1811). Hijo de José Manuel de Tovar y Galindo y de Catalina Blanco y Martínez de Villegas.

1. Casó con María Manuela de Ponte y Mijares de Solórzano, hija de Juan de Ponte y Mijares de Solórzano y de Melchora Ana Mijares de Solórzano y Ascanio, de la casa de los Marqueses de Mijares. Le sucedió:

Rehabilitado en 1923 por Alfonso XIII:
- Francisco Javier Allendesalazar y Aspiroz (1889-), ii conde de Tobar, Caballero de la Orden de Alcántara y de la Orden de San Juan de Jerusalén (Malta), maestrante de Granada. Hijo de Nicolás Allendesalazar y Muñóz de Salazar, iv conde de Montefuerte y de María de la Asunción Azpiroz y Carrión.

1. Casó, en primeras nupcias, en Madrid en 1914 con María de la Paz Urbina y Ceballos Escalera
2. Casó, en segundas nupcias con María del Mar Bermúdez de Castro y Seriñá, iii marquesa de Montanaro. Le sucedió, de su primer matrimonio, en 1940, su hijo:

- Rafael Allendesalazar y Urbina (1918-2000), iii conde de Tobar, Caballero de Alcántara, y de la Orden de San Juan de Jerusalén (Malta), Maestrante de Granada, Teniente General del Ejército de Tierra de España.

1. Casó, en primeras nupcias, con María del Pilar Pérez de Guzmán y Escrivá de Romaní.
2. Casó, en segundas nupcias, con María de las Mercedes Olaso y García-Ogara.
3. Casó, en terceras nupcias, con María del Carmen Corcho y García del Moral. Fue conde de Tobar hasta la revocación del título por pleito genealógico de mejor derecho a favor de:

- Luis López de Ceballos, iv conde de Tobar (1973-1987), Caballero de la Orden de San Juan de Jerusalén. Hijo de Gonzalo López de Ceballos y de Ulloa, iv conde de Campo-Giro, i conde de Peñacastillo y de Leonor Eraso López de Ceballos, hermana del conde de San Javier.

1. Casó con Isabel López de Letona y Coello de Portugal, hija de Anselmo López de Letona y de Sofía Coello de Portugal y Goicorrotea. Dama de la Soberana Orden de Malta. Padres de Luis y Beatriz. Fallecida en Madrid el 20/10/2005.

Fue conde de Tobar hasta la revocación del título en pleito genealógico de mejor derecho a favor de:
- Josefa Palacios Galindo, v condesa de Tobar (1987-1996). Hija de Ricardo Palacios Rivas y de Josefina Galindo Machado.

1. Casó con Salvador Palacios Salas, hijo de Ignacio Salvatierra Barela y de Petronila Salas y Henríquez. Cede el título a favor de su hijo:

- Ignacio Salvatierra Palacios vi conde de Tobar.

1. Casado con Clara Aguerrevere Sánchez.

Actual conde de Tobar desde 1997.